# Anthony Daniels
Anthony Kingsley Daniels, född 21 februari 1946 i Salisbury, England, är en brittisk skådespelare.

## Biografi
Anthony Daniels utbildades vid Giggleswick School. Han är mest känd för sin roll som droiden C-3PO i Star Wars-filmserien som producerades mellan 1977 och 2017. Daniels är den ende krediterade skådespelare som har spelat samma roll i alla nio Star Wars-filmerna.

## Filmografi (i urval)
- 2019 – Star Wars: The Rise of Skywalker - C-3PO
- 2018 – Solo: A Star Wars Story - Tak (cameo som Chewbaccas vän)
- 2017 – Star Wars: The Last Jedi - C-3PO
- 2016 – Rogue One: A Star Wars Story - C-3PO (cameo)
- 2015 – Star Wars: The Force Awakens - C-3PO
- 2014 – Star Wars Rebels (TV-serie) - C-3PO (röst)
- 2014 – Lego-filmen - C-3PO (röst)
- 2008-2011 – Star Wars: The Clone Wars - C-3PO (röst) (TV-serie)
- 2008 – Star Wars: The Clone Wars - C-3PO (röst)
- 2005 – Star Wars: Episod III – Mörkrets hämnd - C-3PO & Dannl Faytonni
- 2004-2005 – Star Wars: Clone Wars - C-3PO (röst) (TV-serie)
- 2004 – Ghosts of Albion: Embers (TV-film) - Lord Nelson
- 2002 – Star Wars: Episod II – Klonerna anfaller - C-3PO & Dannl Faytonni
- 1999 – Star Wars: Episod I – Det mörka hotet - C-3PO
- 1995 – Indiana Jones äventyr (TV-serie) - Francois
- 1985 – Star Wars: Droids (TV-serie) - C-3PO (röst)
- 1983 – Jedins återkomst - C-3PO
- 1980 – Rymdimperiet slår tillbaka - C-3PO
- 1978 – Star Wars: Holiday Special (TV-film) - C-3PO
- 1978 – Sagan om ringen - Legolas (röst)
- 1977 – Stjärnornas krig - C-3PO